# Тумба (Беласица)
Вижте пояснителната страница за други значения на Тумба.
Тумба (на гръцки: Τούμπα, Тумба) е връх в планината Беласица – 1880 m.

## Местоположение
Издига се на главното планинско било, западно от връх Лозен и източно от връх Ботра. Има куполовидна форма със стръмни южни и северни склонове. Изграден е от метаморфни скали. Почвите са планинско-ливадни. Обрасъл е със субалпийска тревна растителност. При връх Тумба се пресичат държавните граници между България, Гърция и Северна Македония. На върха е разположена гранична пирамида № 1.

## Туризъм
От 2001 година през месец август ежегодно се организира международен туристически поход за изкачването на върха под мотото „Балкани без граници“.

### Маршрути
Изходни пунктове за изкачването му са селата Ключ, Скрът, Габрене и хижа Лопово (на българска територия) и село Смолари и планинарски дом Шарена чешма (на територията на Северна Македония). Пътеката от разклона за село Скрът до Тумба е маркирана с червена боя.

## Любопитно
През Първата световна война на върха е изграден паметник на загиналите български войници от 11 Македонската пехотна дивизия, който е разрушен от гръцки войски на 17 август 1926 година. В близост до него през 2022 година е открита паметник чешма.
На връх Тумба е наречена улица в квартал „Хиподрума“ в София (Карта), както и ледник Тумба (Tumba Ice Cap) на Земя Греъм в Антарктида.